# Arquimbald I de Borbó
|  | No confondre amb Arquimbald de Borbó, fill de Arquimbald VII de Borbó |

Arquimbald I de Borbó, anomenat "el Franc", (930 - 990) va ser senyor de Borbó de 950 fins a la seva mort. Era fill d'Aimó I, senyor de Borbó, i Aldesinda.
Al voltant del 954, va confirmar la donació del seu avi Aimar al 915 de totes les propietats familiars de Souvigny a l'Abadia de Cluny. Es mostrà llavors com un fidel protector dels monjos de Souvigny.
Arquimbald es va casar amb una dona anomenada Rotgardis i tingué diferents fills, i entre altres a Arquimbald II, el seu successor